# Bruckner Expressway
El Bruckner Expressway es una autovía en el Bronx. En ella pasa la Interestatal 278 y la Interestatal 95 (y anteriormente la Interestatal 878) desde el Puente Robert F. Kennedy hacia el sur y hasta el New England Thruway en la interchange Pelham Parkway.
Esta vía expresa es elevada desde el Puente Robert F. Kennedy. Cruza el Río Bronx y el Río Hutchinson hasta la Bruckner Interchange con la Intereestatal 95/I-295 (Cross-Bronx Expressway) y la Hutchinson River Parkway (parcialmente la Interestatal 678). Desde ahí, usa la I-95.

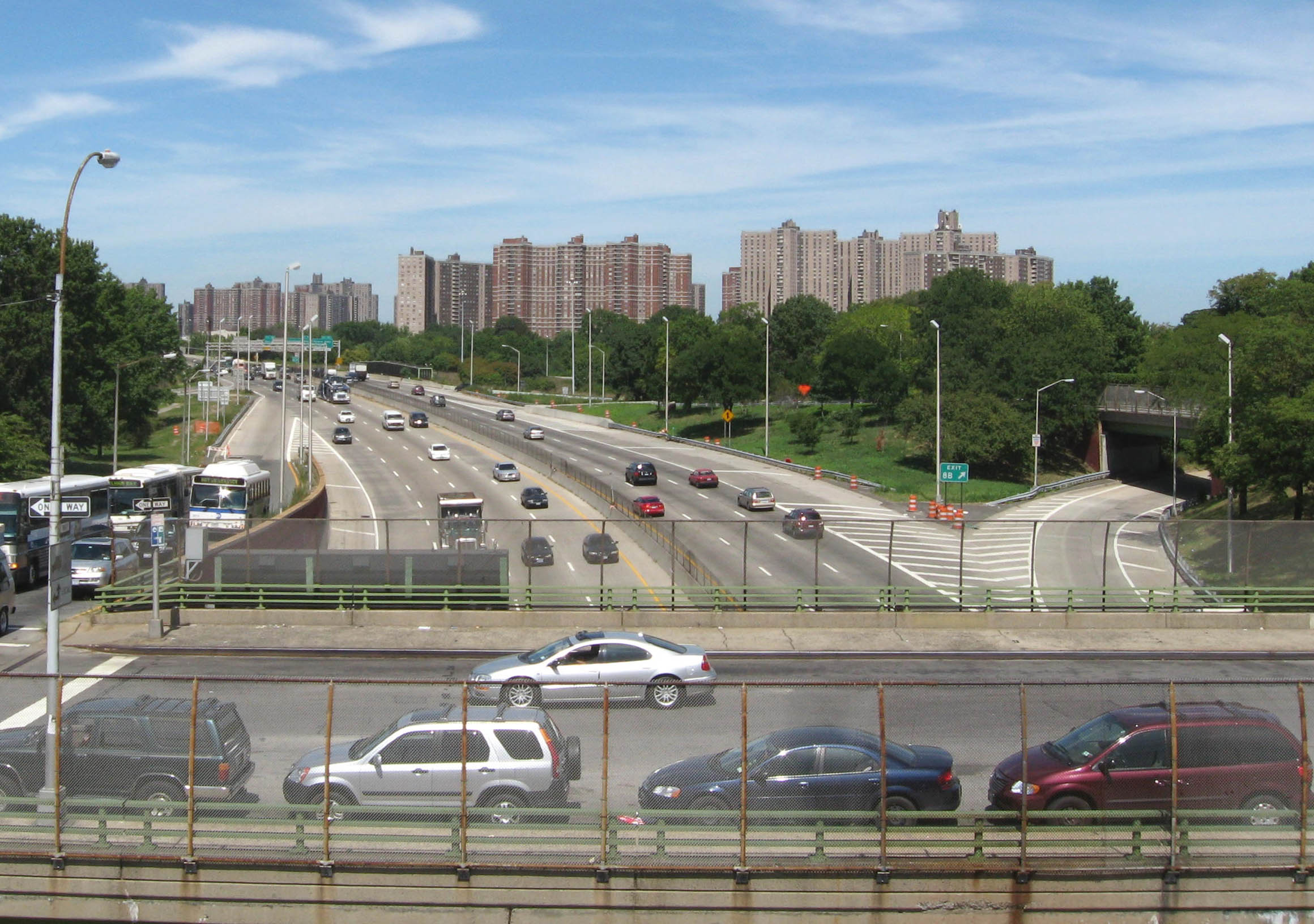
Northern part

.